# Формула прикрепления
Формулы прикрепления — традиционные привязки двусторонних коллизионных норм, обычно обозначаемые латинскими выражениями.

## Lex fori— закон суда
Коллизионная привязка «закон суда» отсылает к праву государства, в котором проходит судебный процесс по конкретному юридическому делу. Саму по себе привязку lex fori следует отличать от односторонней коллизионной нормы, которая прямо указывает на право конкретного государства (естественно, того, к которому принадлежит коллизионная норма, e.g. — признание в РФ физического лица безвестно отсутствующим и объявление физического лица умершим подчиняется российскому праву)

## Lex loci celebrationis— закон места заключения брака
Широко применяется в области регулирования семейных отношений, проявляющих связь с правом иностранного государства. Например: форма и порядок заключения брака определяются местом его заключения.

## Lex loci delicti commissi— закон места совершения правонарушения
Указанная формула прикрепления применяется в сфере деликтных и кондикционных отношений. В современном российском праве получила закрепление в ст. 1219 ГК РФ.

## Lex flagi— закон флага
Сфера применения этой привязки — торговое мореплавание. «Закон флага» широко используется в гл. 26 Кодекса торгового мореплавания РФ (КТМ РФ) «Применимое право»

## Lex rei sitae— закон места нахождения вещи
Классическая вещно-ориентированная коллизионная норма. Традиционно по данной привязке определяется содержание вещных прав, их осуществление и защита.